# Gran Premio d'Europa 2007
Il Gran Premio d'Europa 2007 si è svolto il 22 luglio 2007, vinto dallo spagnolo Fernando Alonso, dopo un weekend di gara ricco di colpi di scena, a partire dalle qualifiche, per passare a una gara con andamento altalenante.
Al secondo e terzo posto si classificarono Felipe Massa e l'australiano Mark Webber, il quale conquistò il secondo podio della Red Bull. Altri punti vennero assegnati ad Alexander Wurz, lo scozzese David Coulthard, le due Bmw di Robert Kubica e di Nick Heidfeld, protagoniste di una toccata a inizio gara e la Renault di Heikki Kovalainen, che aveva recuperato fino alla terza posizione per poi retrocedere durante le soste ai box.
Relativamente agli altri piloti, Ralf Schumacher si è toccato con Nick Heidfeld al giro 18 e si è dovuto ritirare, Nico Rosberg ha fatto un testacoda al giro 2, sotto la pioggia, Adrian Sutil ha fatto un testacoda al giro 2, mentre il debuttante Markus Winkelhock (al suo primo ed unico gran premio in carriera), dopo aver guidato la gara per alcuni giri, si è ritirato per problemi idraulici al giro 13. Inoltre, è stata l'ultima gara per il pilota americano Scott Speed, che dalla gara successiva sarà sostituito dal collaudatore della Toro Rosso Sebastian Vettel, che aveva già debuttato nel Gran Premio degli Stati Uniti con la Bmw.

## Vigilia
- Markus Winkelhock paga ben 750.000$ alla Spyker F1 per correre questo gran premio in sostituzione di Christijan Albers, esonerato dal team per motivi di sponsor.

## Qualifiche

### Resoconto
Nella Q1 vengono eliminati David Coulthard e Jenson Button, su una Honda che lascia a desiderare.
Incredibilmente passano entrambe le Super Aguri, mentre il miglior tempo viene fatto segnare da Fernando Alonso.
Nella Q2 vanno fuori le Super Aguri, Rubens Barrichello, che aveva appena firmato con la Honda per un altro anno, la Renault di Giancarlo Fisichella, le due Williams di Alexander Wurz e di Nico Rosberg.
Primo tempo per Felipe Massa su Ferrari.
Nella Q3, tutti i piloti iniziano a girare lenti, uno o due secondi più alti del solito.
A cinque minuti dalla fine, Felipe Massa e Lewis Hamilton, partono per far segnare il giro veloce, montano gomme morbide e, per sbrigarsi, un tecnico McLaren monta l'anteriore destra di Lewis Hamilton più lenta.
Alla curva "Schumacher" la ruota si buca, e Lewis Hamilton va dritto contro le barriere.
Fortunatamente per l'inglese non ci saranno conseguenze, e potrà correre il Gp d'Europa.
La pole va a Kimi Räikkönen, seguito da Fernando Alonso e Felipe Massa, mentre ottiene un'ottima prestazione Mark Webber, sesto.

### Risultati
| Pos. | Pilota               | Telaio             | Tempo Q1 | Tempo Q2 | Tempo Q3 |
| ---- | -------------------- | ------------------ | -------- | -------- | -------- |
| 1    | Kimi Räikkönen       | Ferrari            | 1:31.522 | 1:31.237 | 1:31.450 |
| 2    | Fernando Alonso      | McLaren-Mercedes   | 1:31.074 | 1:30.893 | 1:31.741 |
| 3    | Felipe Massa         | Ferrari            | 1:31.447 | 1:30.912 | 1:31.778 |
| 4    | Nick Heidfeld        | Bmw                | 1:31.889 | 1:31.652 | 1:31.840 |
| 5    | Robert Kubica        | Bmw                | 1:31.964 | 1:31.444 | 1:32.123 |
| 6    | Mark Webber          | Red Bull-Renault   | 1:32.629 | 1:31.661 | 1:32.476 |
| 7    | Heikki Kovalainen    | Renault            | 1:32.594 | 1:31.783 | 1:32.478 |
| 8    | Jarno Trulli         | Toyota             | 1:32.861 | 1:31.859 | 1:32.501 |
| 9    | Ralf Schumacher      | Toyota             | 1:32.446 | 1:31.843 | 1:32.570 |
| 10   | Lewis Hamilton       | McLaren-Mercedes   | 1:31.587 | 1:31.185 | 1:33.833 |
| 11   | Nico Rosberg         | Williams-Toyota    | 1:32.117 | 1:31.978 |          |
| 12   | Alexander Wurz       | Williams-Toyota    | 1:32.173 | 1:31.992 |          |
| 13   | Giancarlo Fisichella | Renault            | 1:32.378 | 1:32.010 |          |
| 14   | Rubens Barrichello   | Honda              | 1:32.674 | 1:32.221 |          |
| 15   | Anthony Davidson     | Super Aguri-Honda  | 1:32.793 | 1:32.451 |          |
| 16   | Takuma Satō          | Super Aguri-Honda  | 1:32.678 | 1:32.868 |          |
| 17   | Jenson Button        | Honda              | 1:32.983 |          |          |
| 18   | Scott Speed          | Toro Rosso-Ferrari | 1:33.038 |          |          |
| 19   | Vitantonio Liuzzi    | Toro Rosso-Ferrari | 1:33.148 |          |          |
| 20   | David Coulthard      | Red Bull-Renault   | 1:33.151 |          |          |
| 21   | Adrian Sutil         | Spyker-Ferrari     | 1:34.500 |          |          |
| 22   | Markus Winkelhock    | Spyker-Ferrari     | 1:35.940 |          |          |

## Gara

### Resoconto
La gara inizia sull'asciutto (con pioggia però prevista entro pochi giri) e vede subito colpi di scena e testacoda. Partono bene Kimi Räikkönen e Fernando Alonso, ancora meglio fa Felipe Massa che passa subito la McLaren dello spagnolo alla prima curva mettendosi dietro al compagno di squadra. La partenza migliore è però quella di Lewis Hamilton che dal decimo posto risale subito al sesto dietro le due Bmw di Nick Heidfeld e Robert Kubica; proprio tra le due vetture tedesche si consuma il disastro: alla seconda curva Robert, volendo passare l'altra Bmw, centra Nick, mandandolo in testacoda. 
Hamilton, cercando di evitare lo scontro, va all'esterno dalla curva, ma la Bmw del pilota tedesco tocca la McLaren sulla gomma posteriore sinistra causando all'inglese una foratura e spedendolo a centrogruppo, dove si crea una situazione di tremenda confusione causata principalmente dalla McLaren che rallenta tutti (a causa della foratura) e anche dalla pioggia che già comincia a cadere. Alla curva 5, David Coulthard e Anthony Davidson hanno un contatto, con la Red Bull dello scozzese ad avere la peggio e andando fuori pista, senza subire però particolari danni e potendo quindi proseguire, e nell'affrontare la Schumacher-S Nico Rosberg centra Rubens Barrichello, danneggiando la sua ala anteriore e mandando il brasiliano nella ghiaia. Già verso la fine del primo giro la pioggia aumenta la sua intensità, costringendo i piloti a montare gomme da bagnato: Raikkonen imbocca l'entrata della corsia box, ma scivola e ritorna sul tracciato, ed è quindi costretto a rimanere in pista fino al giro dopo, perdendo così molto tempo.
Si fermano quindi ai box Massa, Alonso, Webber, Button, Kovalainen, le due Toro Rosso di Speed e Liuzzi, Davidson, Ralf Schumacher, Rosberg, Barrichello, Hamilton, Sutil e le due Bmw; gli altri restano fuori sperando che la pioggia smetta subito. Ma le condizioni peggiorano e la pioggia diventa di fatto un violentissimo nubifragio. Tra il secondo e il terzo giro, infatti, a causa del tremendo aquaplaning, Jenson Button, Nico Rosberg, Adrian Sutil, le due Toro Rosso escono di scena tutti alla prima curva. Anche Lewis Hamilton esce di pista in curva 1 a causa dell'acqua, ma viene rimesso in pista da una gru avendo tenuto il motore acceso. Quindi esce la Safety Car, ma rimane fuori solo per un giro, dato che la gara viene sospesa.
Markus Winkelhock con la Spyker si ritrova quindi incredibilmente leader della corsa, avendo passato Räikkönen in pista nel corso del secondo giro, grazie alla strategia di cambiare gli pneumatici dopo il giro di riscaldamento, partendo di conseguenza dalla pit lane. Dopo quindici minuti, si riparte con due giri dietro la safety car. Alla ripartenza Felipe Massa e Fernando Alonso passano, come tutti gli altri, subito la Spyker di Markus Winkelhock anche a causa del fatto che quest'ultimo monta le gomme da bagnato sperando in un ritorno della pioggia (le altre vetture sono con gomme intermedie), mentre Kimi Räikkönen è settimo; Lewis Hamilton aveva potuto sdoppiarsi dietro la safety e aveva giocato la carta delle gomme da asciutto prima di riunirsi al gruppo. La pista è però ancora troppo bagnata e viene nuovamente doppiato da buona parte del plotone dopo anche un'escursione nella ghiaia.
Davanti quindi Felipe Massa, Fernando Alonso e le due Red Bull che si scambiano le posizioni nei primi giri, con Webber che alla fine torna davanti. Kovalainen è quinto davanti a Kimi Räikkönen che non riesce a passare. Il ferrarista monta gomme da asciutto al giro 11, uno prima dei leader e, grazie a questa mossa, sale al terzo posto. Ad imitarlo è l’ottimo Alexander Wurz che diventa quinto, dietro Webber, quando tutti sono passati a gomme da asciutto. Al giro 18 Kovalainen infila Wurz alla prima curva, ma già nove giri dopo si ferma per la terza sosta, scivolando indietro. Al giro 19, intanto, due piloti di casa si toccano: dopo la NGK, Nick Heidfeld è più veloce di Ralf Schumacher, nono, e tenta il sorpasso alla Coca-Cola Kurve, però Ralf lo chiude e finisce fuori pista, gara finita per Ralf e non per Nick, che il giro successivo, al passaggio sul traguardo alza il braccio per scusarsi.
In questa fase Massa è velocissimo e allunga su Alonso, alle spalle del quale rinviene Räikkönen. Al trentacinquesimo giro, tuttavia, Kimi Räikkönen ha un problema idraulico e si ritira, lasciando il podio a uno tra Mark Webber e Alexander Wurz. La terza e, in teoria, ultima sosta del leader cambia i rapporti di forza in testa. Dopo aver toccato uno svantaggio massimo di 8”5, Alonso inizia a girare più velocemente di Massa riducendo il distacco a 4”5 quando mancano una decina di passaggi; sempre troppi non fosse che a sette giri dal termine inizia a piovere e i piloti si fermano a montare gomme da bagnato. Due giri dopo, Fernando Alonso, molto più veloce di Felipe Massa, inizia a tallonarlo e lo supera alla Ford, nel corso del cinquantaseiesimo giro, con un leggero contatto. I due polemizzeranno poi a fine gara, prima di salire sul podio.
Per la Scuderia Ferrari è una delusione, che chiude un weekend iniziato nel migliore dei modi, con la pole di Kimi Räikkönen. A premiare la McLaren sul podio ci sarà Michael Schumacher, che dovrà consegnare il premio costruttori al team rivale della rossa, di cui è consulente. Con il terzo successo stagionale, Alonso si porta a soli due punti da Hamilton, che chiude nono di poco dietro a Kovalainen. Webber salva il podio arrivando praticamente in volata con l’arrembante Wurz.

### Risultati
| Pos. | Pilota               | Costruttore        | Giri | Tempo/Ritiro               |
| ---- | -------------------- | ------------------ | ---- | -------------------------- |
| 1    | Fernando Alonso      | McLaren-Mercedes   | 60   | 2'06:26.358                |
| 2    | Felipe Massa         | Ferrari            | 60   | +8.155                     |
| 3    | Mark Webber          | Red Bull-Renault   | 60   | +1:05.674                  |
| 4    | Alexander Wurz       | Williams-Toyota    | 60   | +1:05.937                  |
| 5    | David Coulthard      | Red Bull-Renault   | 60   | +1:13.656                  |
| 6    | Nick Heidfeld        | BMW Sauber         | 60   | +1:20.298                  |
| 7    | Robert Kubica        | BMW Sauber         | 60   | +1:22.215                  |
| 8    | Heikki Kovalainen    | Renault            | 59   | +1 Giro                    |
| 9    | Lewis Hamilton       | McLaren-Mercedes   | 59   | +1 Giro                    |
| 10   | Giancarlo Fisichella | Renault            | 59   | +1 Giro                    |
| 11   | Rubens Barrichello   | Honda              | 59   | +1 Giro                    |
| 12   | Anthony Davidson     | Super Aguri-Honda  | 59   | +1 Giro                    |
| 13   | Jarno Trulli         | Toyota             | 59   | +1 Giro                    |
| Rit  | Kimi Räikkönen       | Ferrari            | 34   | Problemi idraulici         |
| Rit  | Takuma Satō          | Super Aguri-Honda  | 19   | Problemi idraulici         |
| Rit  | Ralf Schumacher      | Toyota             | 18   | Collisione con N. Heidfeld |
| Rit  | Markus Winkelhock    | Spyker-Ferrari     | 13   | Impianto Idraulico         |
| Rit  | Jenson Button        | Honda              | 2    | Testacoda                  |
| Rit  | Scott Speed          | Toro Rosso-Ferrari | 2    | Testacoda                  |
| Rit  | Nico Rosberg         | Williams-Toyota    | 2    | Testacoda                  |
| Rit  | Adrian Sutil         | Spyker-Ferrari     | 2    | Testacoda                  |
| Rit  | Vitantonio Liuzzi    | Toro Rosso-Ferrari | 2    | Testacoda                  |

### Leader della gara
- Kimi Räikkönen (Giro 1)
- Markus Winkelhock (Giro 2-7)
- Felipe Massa (Giro 8-12)
- David Coulthard (Giro 13)
- Felipe Massa (Giro 14-55)
- Fernando Alonso (Giro 55-60)

## Classifiche

### Piloti
| Pos. | Pilota               | Punti |
| ---- | -------------------- | ----- |
| 1    | Lewis Hamilton       | 70    |
| 2    | Fernando Alonso      | 68    |
| 3    | Felipe Massa         | 59    |
| 4    | Kimi Räikkönen       | 52    |
| 5    | Nick Heidfeld        | 36    |
| 6    | Robert Kubica        | 24    |
| 7    | Giancarlo Fisichella | 17    |
| 8    | Heikki Kovalainen    | 15    |
| 9    | Alexander Wurz       | 13    |
| 10   | David Coulthard      | 8     |
| 10   | Mark Webber          | 8     |
| 12   | Jarno Trulli         | 7     |
| 13   | Nico Rosberg         | 5     |
| 14   | Takuma Satō          | 4     |
| 15   | Ralf Schumacher      | 2     |
| 16   | Sebastian Vettel     | 1     |
| 17   | Jenson Button        | 1     |

### Costruttori
| Pos. | Team              | Punti |
| ---- | ----------------- | ----- |
| 1    | McLaren-Mercedes  | 138   |
| 2    | Ferrari           | 111   |
| 3    | BMW Sauber        | 61    |
| 4    | Renault           | 32    |
| 5    | Williams-Toyota   | 18    |
| 6    | RBR-Renault       | 16    |
| 7    | Toyota            | 9     |
| 8    | Super Aguri-Honda | 4     |
| 9    | Honda             | 1     |